# Porta (daňová jednotka)
Porta (z latiny porta = dveře, vrata) byla základní daňová jednotka v Uhersku za feudalismu. Poprvé se zmiňuje v dekretu Karla Roberta z roku 1342, ve kterém se nařizovalo vybírat daň z každé porty ve výši 18 denárů. Rozsah porty nebyl fixně stanoven (portou se rozuměl selský dvůr, ve kterém bydlelo i více rodin). 
Až do 16. století byla porta totožná s rolnickou usedlostí (latinsky sessio). Od 17. století se začala dělit na velkou portu a malou portu, jejíž daňové zatížení bylo oproti velké poloviční. 